# Ngadirojokidul
Ngadirojokidul is een bestuurslaag in het regentschap Wonogiri van de provincie Midden-Java, Indonesië. Ngadirojokidul telt 8886 inwoners (volkstelling 2010).